# Boris Stiepanow
Boris Andriejewicz Stiepanow (ros. Борис Андреевич Степанов; ur. 22 sierpnia 1930 w Moskwie, zm. 28 grudnia 2007) – radziecki bokser, Zasłużony Mistrz Sportu ZSRR od 1950.
Boks zaczął uprawiać w 1942. Trenował go wówczas Wiktor Wasiljewicz Puszkin. Następnym trenerem Stiepanowa był W. Gadałow, a ostatnim Wiktor Iwanowicz Ogurienkow.
W 1956 wystartował na igrzyskach olimpijskich w wadze koguciej, zajmując 9. miejsce. W pierwszej rundzie zmagań miał wolny los, a w drugiej przegrał z Irlandczykiem Freddiem Gilroyem.
Dwukrotny srebrny medalista mistrzostw Europy w wadze do 54 kg: zarówno w 1953, jak i w 1955 przegrywał w finale z Zenonem Stefaniukiem.
Reprezentował klub Krylja Sowietow Moskwa. Stoczył 273 walki, z których 259 wygrał. W latach 1953–1957 i 1960 zostawał mistrzem ZSRR w wadze koguciej, w 1951 został wicemistrzem ZSRR w wadze muszej, a w 1958 w wadze koguciej. W 1950 został brązowym medalistą mistrzostw ZSRR w wadze muszej.
Odznaczony orderem „Znak Honoru”.
Zmarł 28 grudnia 2007. Został pochowany na cmentarzu Gołowińskim w Moskwie.